# جغرافیای بولیوی

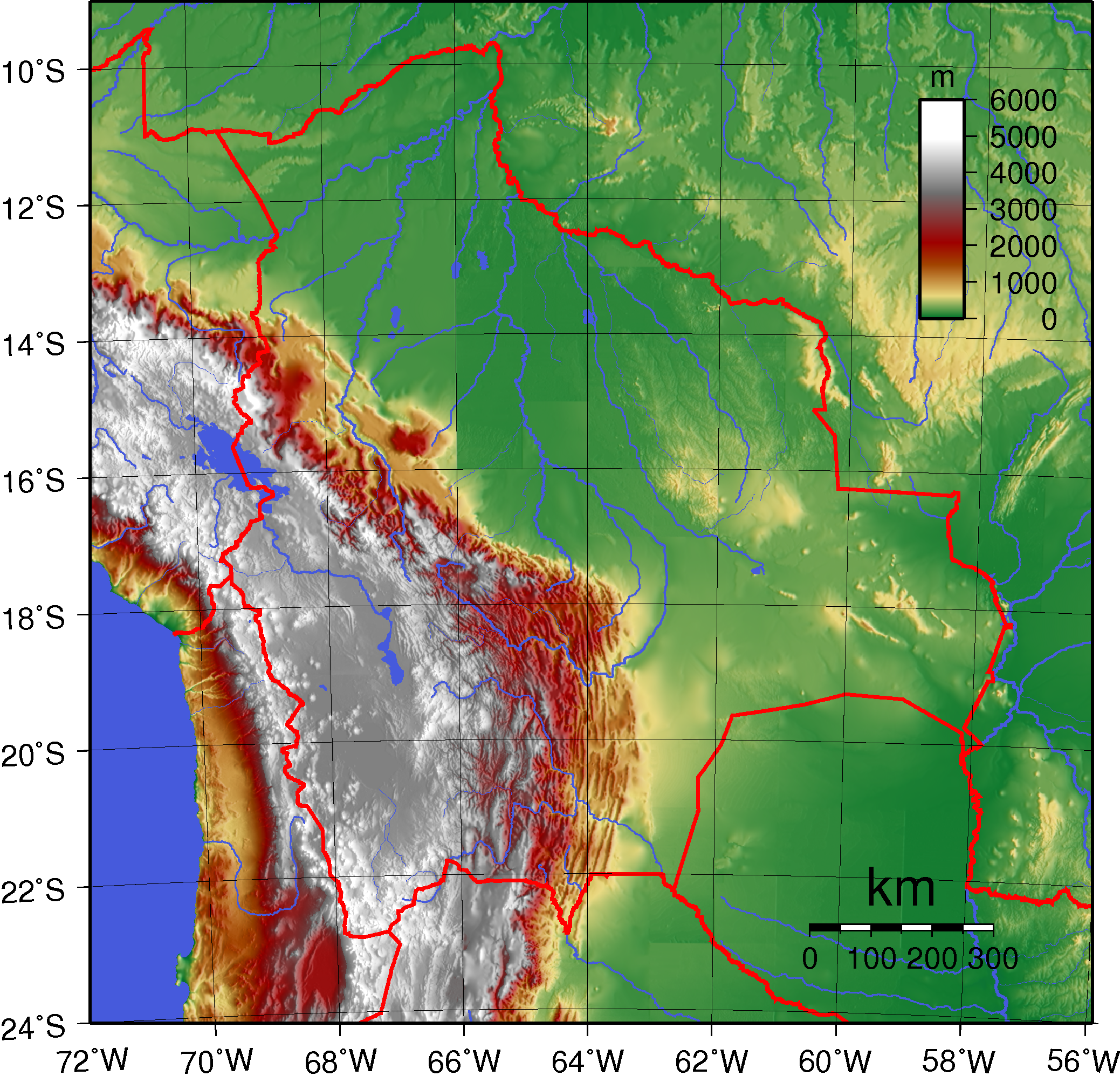
نقشه توپوگرافی بولیوی دشت‌های حوضه آمازون (از شرق به غرب) دشت‌های حوضه آمازون را به رنگ سبز، منطقه زیر آند به رنگ قرمز، کوردیلرا شرقی به رنگ سفید، آلتیپلانو به رنگ خاکستری و Cordillera غربی به رنگ سفید نشان می‌دهد که دریاچه Titicaca به رنگ آبی در امتداد مرز شمال غربی

جغرافیای بولیوی شامل رشته کوه‌های آند شرقی (که آن نیز Cordillera شرقی نامیده می‌شود) است. در شرق آن رشته کوه جلگه‌های دشتی حوضه آمازون قرار دارد و از غرب به آلتیپلانو است که یک فلات مرتفع است که در آن دریاچه تیتیکاکا قرار دارد.
بولیوی کشوری محصور در خشکی در آمریکای جنوبی است که با پنج کشور هم‌مرز است. این کشور دارای دو پایتخت است: لاپاز، که مرتفع‌ترین پایتخت جهان به‌شمار می‌رود، و سوکره که پایتخت مشروطه بولیوی است. قسمت غربی بولیوی بر روی فلات کوهستانی آلتی پلانو شکل گرفته است. رشته‌کوه آند در این منطقه به دو سلسله موازی تقسیم می‌شود که میان آن‌ها فلاتی مواج و وسیع به نام آلتی پلانو قرار دارد. این فلات مرتفع، میزبان دریاچه تیتیکاکا است که به‌عنوان مرتفع‌ترین دریاچه قابل کشتیرانی جهان شناخته می‌شود و در مرز میان بولیوی و پرو واقع شده است.
در نواحی شرقی کشور، زمین‌ها به صورت پست و هموار هستند و عمدتاً با جنگل‌های بارانی آمازون پوشیده شده‌اند. در جنوب غربی، در استان پوتوسی، سالار دی اویونی واقع شده است که بزرگ‌ترین دشت نمکی جهان به‌شمار می‌آید. ارتفاعات در بولیوی به‌طور چشمگیری متغیر است و از ۶۵۴۲ متر در قلهٔ نوادو ساژاما تا حدود ۷۰ متر در امتداد رود پاراگوئه می‌رسد. پرچم بولیوی شامل سه نوار افقی قرمز، زرد و سبز است و نشان ملی در مرکز آن جای دارد.
مناظر طبیعی بولیوی بسیار متنوع‌اند؛ از کوه‌های آند صخره‌ای و پوشیده از برف تا جنگل‌های گرمسیری آمازون. این کشور همچنین میزبان برخی از پدیده‌های طبیعی منحصر‌به‌فرد مانند سالار دی اویونی و دریاچهٔ تیتیکاکا است. جمعیت بولیوی بیش از ۱۰٫۵ میلیون نفر است که بیشتر آنان را بومیان آمریکایی تشکیل می‌دهند. زبان‌های رسمی کشور شامل اسپانیایی، کیچوا، آیمارا و گوارانی هستند.

## جزئیات
بولیوی با مساحت (۱٬۰۹۸٬۵۸۰ کیلومتر مربع بیست و هشتمین کشور پهناور جهان است (پس از اتیوپی) وسعت آن تقریباً برابر موریتانی و تا حدودی ۱/۵ برابر ایالت تگزاس ایالات متحده‌است.
بولیوی کشوریست که در خشکی محصور شده‌است و ارتباطش با اقیانوس آرام را در جنگ آرام در سال ۱۸۷۹ از دست داد. هر چند، از طریق رودخانه پاراگوئه به اقیانوس اطلس دسترسی دارد. قسمت غربی بولیوی در رشته کوه‌های آندس قرار گرفته که بلندترین قله اش نوادو دل سایاما با ارتفاع ۶۵۴۲ متر در استان اورو قرار گرفته‌است. مناظر طبیعی گوناگونی زیادی دارند که باعث ایجاد چشم‌اندازهای زیبا و مناظر طبیعی فوق‌العاده شده‌است. قسمت غربی کشور بر روی فلات کوهستانی آلتی پلانو شکل گرفته‌است.
قسمت شرقی زمین‌های پست و هموار است که با جنگل‌های بارانی آمازونی پوشانیده شده‌است. دریاچه تیتیساکا در مرز بین بولیوی و پرو واقع شده‌است. در قسمت شرقی و در استان پوتوسی، سالار دی اویونی، بزرگ‌ترین سطح نمکی دنیا، واقع شده‌است. شهرهای بزرگ بولیوی ال آلتو(۸۴۸٬۰۰۰ نفر) لاپاز(۷۶۴٬۰۰۰ نفر)، سانتاکروز دی لاسیرا (۱٬۴۵۳٬۰۰۰ نفر) و کوچابامبا (۶۳۰٬۰۰۰ نفر) می‌باشند.

## تقسیمات اداری

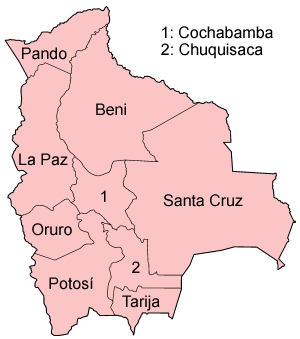
نقشه تقسیمات اداری بولیوی

بولیوی به نه استان، یا در زبان اسپانیایی «دپارتمنتوس» تقسیم شده‌است:
- استان چوکائیساکا (سوکره)
- استان کوچابامبا (کوچا بامبا)
- استان بنی (ترینیداد)
- استان لاپاز (لاپاز)
- استان ارورو (ارورو)
- استان پاندو (کوبیا)
- استان پوتوسی (پوتوسی)
- استان سانتاکروز (سانتاکروز دی لاسیرا)
- استان تاریا (تاریا)

علاوه بر این هر استان به تقسیمات کوچک‌تر ایالت یا «پرونیسیاس، شهرستان یا» کانتونز «و بخش یا» مونیسی پالیداوز" تقسیم می‌شود که کارهای محلی را بر عهده دارند.

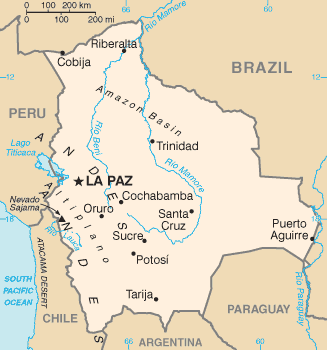
CIA نقشه بولیوی از کتاب واقعیات جهان سازمان سیا